# M&M's
Gli m&m's® sono cioccolatini colorati a forma di bottone con la lettera 'm' impressa su entrambi i lati del prodotto.

## Storia
La denominazione M&M's è l'acronimo di "Mars & Murrie Ltd.", il nome della joint venture creata nel 1941 tra Forrest Mars, titolare dell'azienda dolciaria statunitense del New Jersey Mars, Incorporated e detentore dell'80% del capitale della nuova società, e Bruce Murrie della famiglia titolare di Hershey Chocolate, compagnia dolciaria americana con sede in Pennsylvania, detentore del restante 20% delle quote. Nel 1949, Murrie cedette la sua partecipazione di minoranza nella joint venture a Mars, che divenne così titolare unico di M&M's.
Gli M&M's diventarono il business di riconoscimento dell'omonima compagnia. A causa della similarità del prodotto con gli Smarties, messi in produzione già dal 1937 da Rowntree Mackintosh, industria dolciaria del Regno Unito, la licenza di commercializzazione delle M&M'S fu riservata fino al 1954 al solo mercato degli USA. Secondo una leggenda non confermata, sembra che l'ispirazione all'invenzione dei due prodotti fu data dalla visita che Forrest Mars e George Harris, chairman della Rowntree, effettuarono insieme in Spagna nel 1937, durante la guerra civile in corso nel Paese; durante il viaggio, sembra che entrambi gli industriali rimasero impressi da un particolare tipo di cioccolatini di forma rotonda ripieni d'arachidi che avevano visto consumare dai soldati spagnoli. Dopo un contenzioso, le due aziende raggiunsero un accordo consensuale che garantiva a Mars la non commercializzazione di Smarties nei mercati dove era presente M&M's; in cambio Rowntree otteneva la non introduzione di M&M's nel mercato del Regno Unito (ed altri mercati minori, prevalentemente in Europa) e la licenza di produzione di Mars Bar nei mercati di Irlanda, Canada e Sudafrica.
Mars Incorporated, nei mercati dove a causa del gentlemen's agreement con Rowntree non le era consentito essere presente con il marchio M&M's (tra cui l'Italia), introdusse in sua sostituzione le marche Bonitos (equivalenti alle M&M's al cioccolato) e Treets (M&M's alle arachidi); Bonitos fu poi tolto dal mercato e rimpiazzato dalla versione al cioccolato di Treets. Il marchio Treets a sua volta è stato nuovamente sostituito da M&M's nel 1986, quando Mars riottenne da Rowntree Mackintosh i diritti per la commercializzazione del marchio originale del prodotto nei mercati di tutto il mondo, eccetto per il Regno Unito.
Nel 1950 fu impressa per la prima volta una m di color nero sui lati del prodotto; nel 1954 la m fu trasformata in bianco. Nello stesso anno furono immesse sul mercato le M&M's alle arachidi; inizialmente avevano solo una tonalità scura. Dal 1960 in poi sono state introdotte le varie colorazioni del prodotto (rosso, giallo, verde ecc.). Nel 1976 Mars, Inc. fu costretta a togliere dal mercato le M&M's di colore rosso, perché tra i consumatori si era diffuso il sospetto che la tintura amaranto usata per produrle fosse di natura cancerogena, che furono così sostituite da delle M&M's di colore arancione. La sospensione durò fino al 1987 allorché Paul Hetmon, uno studente della University of Tennessee, lanciò insieme ad alcuni suoi colleghi una campagna per la loro reintroduzione; l'idea ebbe talmente seguito e interesse al punto di raggiungere lo scopo prefissato, e così Mars, Inc. ricominciò a produrre le M&M's rosse.
Nel 1995 la Mars lanciò una promozione chiamata M&M's Color Campaign tramite la quale Mars, Inc. offriva ai partecipanti la possibilità di decidere un nuovo colore di una nuova gamma di M&M's da immettere sul mercato, da scegliere fra il blu, il rosa, ed il viola: fu scelto il blu. Una simile iniziativa di marketing, chiamata M&M's Global Color Vote, fu lanciata nel 2002: stavolta Mars proponeva ai concorrenti di decidere quale colore scegliere per una nuova varietà di M&M's tra il porpora, il rosa, ed il turchese; stavolta vinse il porpora, ma Mars, Inc. decise poi di produrre le M&M's con il nuovo colore solo in edizione limitata, che quindi scomparve dal mercato dopo poco tempo.

## Campagna pubblicitaria
Le M&M's, essendo da decenni un prodotto di consumo di massa noto in tutto il mondo, sono state sempre sostenute da Mars, Inc. con dispendiose campagne pubblicitarie, soprattutto negli Stati Uniti. In quella italiana per rappresentare le M&M's sono state scelte due mascotte (realizzate in computer grafica) al fianco del testimonial umano di turno: il sarcastico Red (doppiato in originale prima da Jon Lovitz ed in seguito da Billy West e in italiano da Pietro Ubaldi) per le M&M's di colore rosso, e il più ingenuo Yellow (doppiato in originale prima da John Goodman ed in seguito da J.K. Simmons e in italiano da Giorgio Melazzi) per le M&M's di colore giallo. Negli Stati Uniti, per promuovere le varianti prodotte sono stati introdotti anche i personaggi di Green (Cree Summer), Blue (Robb Pruitt), Orange (Eric Kirchberger) e Miss Brown (Vanessa Williams).

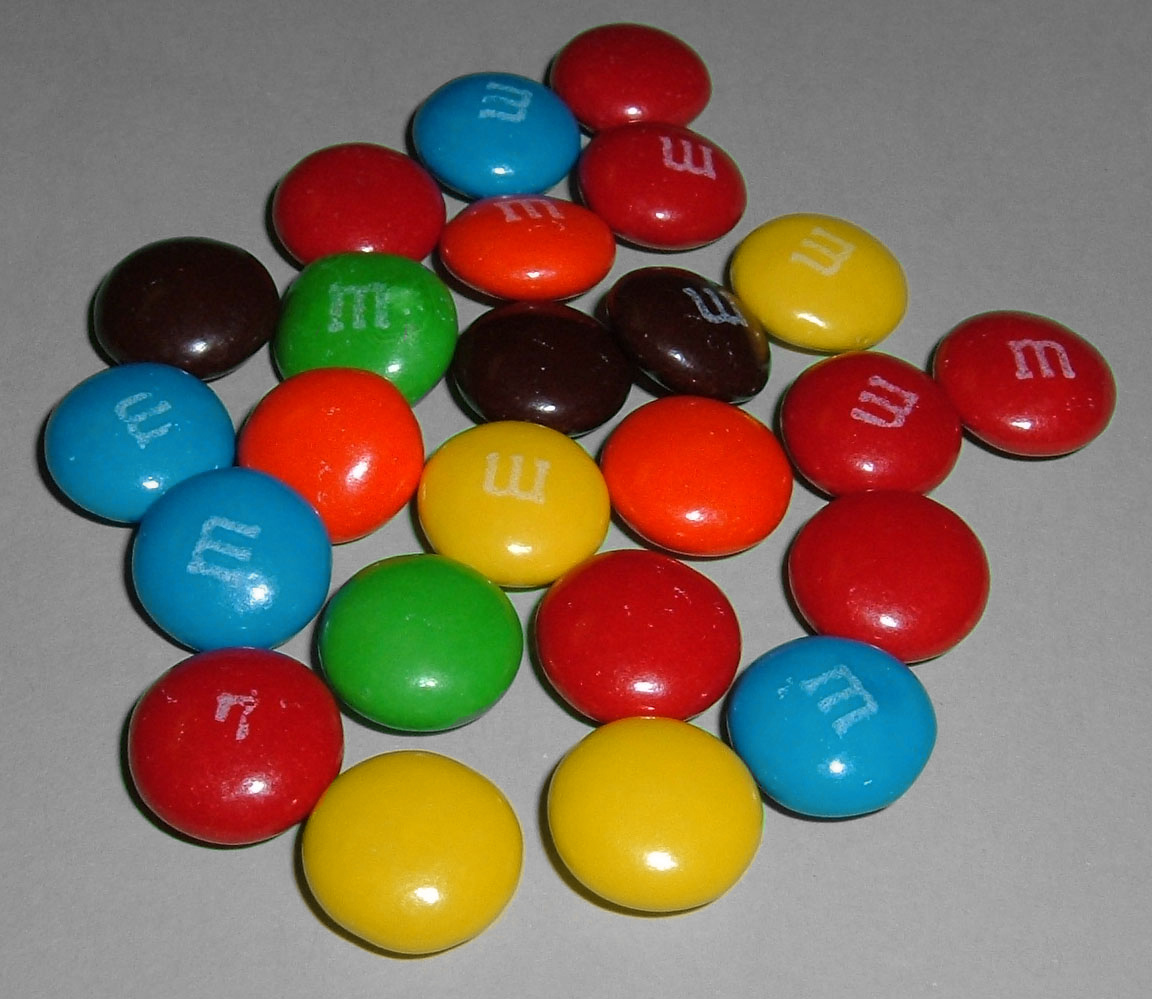
Milk Chocolate M&M's

## Coloranti
La lettera "m" su ogni M&M's è un colorante vegetale stampato con un processo simile a quello della stampa offset: ovverosia, l'incisione del logo non viene effettuata direttamente sul prodotto ma attraverso un processo (attuato anche per evitarne la rottura in fase di creazione) che inizia col trasferimento del materiale inchiostrante adoperato per la realizzazione dell'immagine originale su una superficie di metallo e termina, dopo alcuni passaggi intermedi (tra questi l'utilizzo di un cilindro di gomma), con la timbratura sul confetto. Per quanto riguarda invece la colorazione, i confetti di cioccolato vengono messi in una centrifuga, dove vengono mischiati con lo zucchero che compone il guscio colorato.
I coloranti utilizzati sono:
- E102: Tartrazina per il colore giallo (si usa un altro colorante nell'Unione europea perché è vietato)
- E120: Cocciniglia del carminio per il colore rosso
- E133: Liquido della distillazione del carbone per ottenere il coke (Blu Brillante FCF), si ottiene il blu, con la Tartrazina (E102) si ottiene il verde
- E154: Marrone FK per ottenere il colore marrone
- E160a: Carotene per il colore arancio
- E171a: Biossido di titanio per ottenere il Bianco di titanio per il bianco